# Список астероїдів (120101—120200)
| Назва                        | Тимчасове позначення | Дата відкриття    | Місце відкриття                  | Відкривач                                        |
| ---------------------------- | -------------------- | ----------------- | -------------------------------- | ------------------------------------------------ |
| (120101) 2003 FP5            | 2003 FP5             | 26 березня 2003   | Станція Кампо Імператоре         | CINEOS                                           |
| (120102) 2003 FU5            | 2003 FU5             | 26 березня 2003   | Станція Кампо Імператоре         | CINEOS                                           |
| 120103 Dolero                | 2003 FW6             | 24 березня 2003   | Обсерваторія Сен-Сюльпіс         | Бернар Крістоф                                   |
| (120104) 2003 FG9            | 2003 FG9             | 21 березня 2003   | Паломарська обсерваторія         | NEAT                                             |
| (120105) 2003 FM11           | 2003 FM11            | 23 березня 2003   | Обсерваторія Кітт-Пік            | Spacewatch                                       |
| (120106) 2003 FK15           | 2003 FK15            | 23 березня 2003   | Каталінський огляд               | Каталінський огляд                               |
| (120107) 2003 FH17           | 2003 FH17            | 24 березня 2003   | Обсерваторія Кітт-Пік            | Spacewatch                                       |
| (120108) 2003 FP24           | 2003 FP24            | 24 березня 2003   | Обсерваторія Кітт-Пік            | Spacewatch                                       |
| (120109) 2003 FQ29           | 2003 FQ29            | 25 березня 2003   | Паломарська обсерваторія         | NEAT                                             |
| (120110) 2003 FZ29           | 2003 FZ29            | 25 березня 2003   | Паломарська обсерваторія         | NEAT                                             |
| (120111) 2003 FN38           | 2003 FN38            | 23 березня 2003   | Обсерваторія Кітт-Пік            | Spacewatch                                       |
| (120112) 2003 FS51           | 2003 FS51            | 25 березня 2003   | Каталінський огляд               | Каталінський огляд                               |
| (120113) 2003 FJ58           | 2003 FJ58            | 26 березня 2003   | Сокорро (Нью-Мексико)            | LINEAR                                           |
| (120114) 2003 FZ64           | 2003 FZ64            | 26 березня 2003   | Паломарська обсерваторія         | NEAT                                             |
| (120115) 2003 FW65           | 2003 FW65            | 26 березня 2003   | Паломарська обсерваторія         | NEAT                                             |
| (120116) 2003 FR75           | 2003 FR75            | 27 березня 2003   | Паломарська обсерваторія         | NEAT                                             |
| (120117) 2003 FZ80           | 2003 FZ80            | 27 березня 2003   | Сокорро (Нью-Мексико)            | LINEAR                                           |
| (120118) 2003 FF83           | 2003 FF83            | 27 березня 2003   | Паломарська обсерваторія         | NEAT                                             |
| (120119) 2003 FK84           | 2003 FK84            | 28 березня 2003   | Паломарська обсерваторія         | NEAT                                             |
| 120120 Kankelborg            | 2003 FM84            | 28 березня 2003   | Обсерваторія Джорджа             | Дж. Деллінджер                                   |
| (120121) 2003 FO85           | 2003 FO85            | 28 березня 2003   | Каталінський огляд               | Каталінський огляд                               |
| (120122) 2003 FE88           | 2003 FE88            | 28 березня 2003   | Обсерваторія Кітт-Пік            | Spacewatch                                       |
| (120123) 2003 FT92           | 2003 FT92            | 29 березня 2003   | Станція Андерсон-Меса            | LONEOS                                           |
| (120124) 2003 FO98           | 2003 FO98            | 30 березня 2003   | Обсерваторія Кітт-Пік            | Spacewatch                                       |
| (120125) 2003 FR100          | 2003 FR100           | 31 березня 2003   | Станція Андерсон-Меса            | LONEOS                                           |
| (120126) 2003 FH101          | 2003 FH101           | 31 березня 2003   | Сокорро (Нью-Мексико)            | LINEAR                                           |
| (120127) 2003 FJ101          | 2003 FJ101           | 31 березня 2003   | Сокорро (Нью-Мексико)            | LINEAR                                           |
| (120128) 2003 FP106          | 2003 FP106           | 26 березня 2003   | Обсерваторія Кітт-Пік            | Spacewatch                                       |
| (120129) 2003 FT117          | 2003 FT117           | 25 березня 2003   | Паломарська обсерваторія         | NEAT                                             |
| (120130) 2003 FL119          | 2003 FL119           | 26 березня 2003   | Станція Андерсон-Меса            | LONEOS                                           |
| (120131) 2003 FX119          | 2003 FX119           | 26 березня 2003   | Станція Андерсон-Меса            | LONEOS                                           |
| (120132) 2003 FY128          | 2003 FY128           | 26 березня 2003   | Паломарська обсерваторія         | NEAT                                             |
| (120133) 2003 GJ4            | 2003 GJ4             | 1 квітня 2003     | Сокорро (Нью-Мексико)            | LINEAR                                           |
| (120134) 2003 GP6            | 2003 GP6             | 2 квітня 2003     | Сокорро (Нью-Мексико)            | LINEAR                                           |
| (120135) 2003 GF7            | 2003 GF7             | 1 квітня 2003     | Сокорро (Нью-Мексико)            | LINEAR                                           |
| (120136) 2003 GY12           | 2003 GY12            | 1 квітня 2003     | Сокорро (Нью-Мексико)            | LINEAR                                           |
| (120137) 2003 GW14           | 2003 GW14            | 3 квітня 2003     | Обсерваторія Галеакала           | NEAT                                             |
| (120138) 2003 GB17           | 2003 GB17            | 5 квітня 2003     | Обсерваторія Галеакала           | NEAT                                             |
| (120139) 2003 GV20           | 2003 GV20            | 3 квітня 2003     | Обсерваторія Ріді-Крик           | Джон Бротон                                      |
| (120140) 2003 GB21           | 2003 GB21            | 3 квітня 2003     | Королівська обсерваторія Бельгії | Королівська обсерваторія Бельгії                 |
| 120141 Лукаслара (Lucaslara) | 2003 GO21            | 7 квітня 2003     | Обсерваторія Мальорки            | Обсерваторія Мальорки                            |
| (120142) 2003 GL38           | 2003 GL38            | 5 квітня 2003     | Обсерваторія Галеакала           | NEAT                                             |
| (120143) 2003 GG42           | 2003 GG42            | 9 квітня 2003     | Обсерваторія Ріді-Крик           | Джон Бротон                                      |
| (120144) 2003 GM43           | 2003 GM43            | 9 квітня 2003     | Сокорро (Нью-Мексико)            | LINEAR                                           |
| (120145) 2003 GZ47           | 2003 GZ47            | 8 квітня 2003     | Сокорро (Нью-Мексико)            | LINEAR                                           |
| (120146) 2003 GY49           | 2003 GY49            | 7 квітня 2003     | Сокорро (Нью-Мексико)            | LINEAR                                           |
| (120147) 2003 GZ49           | 2003 GZ49            | 7 квітня 2003     | Сокорро (Нью-Мексико)            | LINEAR                                           |
| (120148) 2003 GO51           | 2003 GO51            | 12 квітня 2003    | Обсерваторія Емеральд-Лейн       | Лорен Болл                                       |
| (120149) 2003 GG54           | 2003 GG54            | 6 квітня 2003     | Сокорро (Нью-Мексико)            | LINEAR                                           |
| (120150) 2003 GN54           | 2003 GN54            | 3 квітня 2003     | Станція Андерсон-Меса            | LONEOS                                           |
| (120151) 2003 GQ54           | 2003 GQ54            | 3 квітня 2003     | Станція Андерсон-Меса            | LONEOS                                           |
| (120152) 2003 HJ1            | 2003 HJ1             | 21 квітня 2003    | Обсерваторія Сайдинг-Спрінг      | Роберт МакНот                                    |
| (120153) 2003 HR2            | 2003 HR2             | 21 квітня 2003    | Каталінський огляд               | Каталінський огляд                               |
| (120154) 2003 HP4            | 2003 HP4             | 24 квітня 2003    | Станція Андерсон-Меса            | LONEOS                                           |
| (120155) 2003 HS8            | 2003 HS8             | 24 квітня 2003    | Станція Андерсон-Меса            | LONEOS                                           |
| (120156) 2003 HB10           | 2003 HB10            | 25 квітня 2003    | Обсерваторія Кітт-Пік            | Spacewatch                                       |
| (120157) 2003 HC10           | 2003 HC10            | 25 квітня 2003    | Обсерваторія Кітт-Пік            | Spacewatch                                       |
| (120158) 2003 HC15           | 2003 HC15            | 26 квітня 2003    | Обсерваторія Галеакала           | NEAT                                             |
| (120159) 2003 HC23           | 2003 HC23            | 26 квітня 2003    | Обсерваторія Галеакала           | NEAT                                             |
| (120160) 2003 HG30           | 2003 HG30            | 28 квітня 2003    | Станція Андерсон-Меса            | LONEOS                                           |
| (120161) 2003 HB31           | 2003 HB31            | 26 квітня 2003    | Обсерваторія Кітт-Пік            | Spacewatch                                       |
| (120162) 2003 HN36           | 2003 HN36            | 29 квітня 2003    | Обсерваторія Кітт-Пік            | Spacewatch                                       |
| (120163) 2003 HG44           | 2003 HG44            | 27 квітня 2003    | Станція Андерсон-Меса            | LONEOS                                           |
| (120164) 2003 HV45           | 2003 HV45            | 27 квітня 2003    | Сокорро (Нью-Мексико)            | LINEAR                                           |
| (120165) 2003 HE46           | 2003 HE46            | 28 квітня 2003    | Сокорро (Нью-Мексико)            | LINEAR                                           |
| (120166) 2003 HC47           | 2003 HC47            | 28 квітня 2003    | Сокорро (Нью-Мексико)            | LINEAR                                           |
| (120167) 2003 HT47           | 2003 HT47            | 29 квітня 2003    | Обсерваторія Галеакала           | NEAT                                             |
| (120168) 2003 HW52           | 2003 HW52            | 29 квітня 2003    | Сокорро (Нью-Мексико)            | LINEAR                                           |
| (120169) 2003 HD53           | 2003 HD53            | 30 квітня 2003    | Сокорро (Нью-Мексико)            | LINEAR                                           |
| (120170) 2003 JO5            | 2003 JO5             | 1 травня 2003     | Сокорро (Нью-Мексико)            | LINEAR                                           |
| (120171) 2003 JT6            | 2003 JT6             | 1 травня 2003     | Сокорро (Нью-Мексико)            | LINEAR                                           |
| (120172) 2003 JU9            | 2003 JU9             | 3 травня 2003     | Обсерваторія Кітт-Пік            | Spacewatch                                       |
| (120173) 2003 JA10           | 2003 JA10            | 1 травня 2003     | Сокорро (Нью-Мексико)            | LINEAR                                           |
| 120174 Джефджені (Jeffjenny) | 2003 KM3             | 23 травня 2003    | Обсерваторія Столова Гора        | Дж. Янґ                                          |
| (120175) 2003 KB11           | 2003 KB11            | 24 травня 2003    | Обсерваторія Галеакала           | NEAT                                             |
| (120176) 2003 KQ30           | 2003 KQ30            | 26 травня 2003    | Обсерваторія Кітт-Пік            | Spacewatch                                       |
| (120177) 2003 LW3            | 2003 LW3             | 5 червня 2003     | Обсерваторія Ріді-Крик           | Джон Бротон                                      |
| (120178) 2003 OP32           | 2003 OP32            | 26 липня 2003     | Паломарська обсерваторія         | Майкл E. Браун, Чедвік Трухільо, Девід Рабіновіц |
| (120179) 2003 QY75           | 2003 QY75            | 24 серпня 2003    | Сокорро (Нью-Мексико)            | LINEAR                                           |
| (120180) 2003 QH104          | 2003 QH104           | 27 серпня 2003    | Обсерваторія Ріді-Крик           | Джон Бротон                                      |
| (120181) 2003 UR292          | 2003 UR292           | 24 жовтня 2003    | Обсерваторія Кітт-Пік            | Марк Буї                                         |
| (120182) 2003 VQ2            | 2003 VQ2             | 14 листопада 2003 | Паломарська обсерваторія         | NEAT                                             |
| (120183) 2003 YR138          | 2003 YR138           | 27 грудня 2003    | Сокорро (Нью-Мексико)            | LINEAR                                           |
| (120184) 2004 BB45           | 2004 BB45            | 22 січня 2004     | Сокорро (Нью-Мексико)            | LINEAR                                           |
| (120185) 2004 BB96           | 2004 BB96            | 30 січня 2004     | Сокорро (Нью-Мексико)            | LINEAR                                           |
| (120186) 2004 BQ111          | 2004 BQ111           | 29 січня 2004     | Каталінський огляд               | Каталінський огляд                               |
| (120187) 2004 CO3            | 2004 CO3             | 10 лютого 2004    | Паломарська обсерваторія         | NEAT                                             |
| (120188) 2004 CL12           | 2004 CL12            | 11 лютого 2004    | Каталінський огляд               | Каталінський огляд                               |
| (120189) 2004 CY84           | 2004 CY84            | 13 лютого 2004    | Паломарська обсерваторія         | NEAT                                             |
| (120190) 2004 CL97           | 2004 CL97            | 13 лютого 2004    | Обсерваторія Кітт-Пік            | Spacewatch                                       |
| (120191) 2004 CG100          | 2004 CG100           | 15 лютого 2004    | Каталінський огляд               | Каталінський огляд                               |
| (120192) 2004 CM106          | 2004 CM106           | 14 лютого 2004    | Паломарська обсерваторія         | NEAT                                             |
| (120193) 2004 DM6            | 2004 DM6             | 16 лютого 2004    | Обсерваторія Кітт-Пік            | Spacewatch                                       |
| (120194) 2004 DR11           | 2004 DR11            | 17 лютого 2004    | Обсерваторія Кітт-Пік            | Spacewatch                                       |
| (120195) 2004 DL15           | 2004 DL15            | 17 лютого 2004    | Сокорро (Нью-Мексико)            | LINEAR                                           |
| (120196) 2004 DR21           | 2004 DR21            | 17 лютого 2004    | Каталінський огляд               | Каталінський огляд                               |
| (120197) 2004 DU37           | 2004 DU37            | 19 лютого 2004    | Сокорро (Нью-Мексико)            | LINEAR                                           |
| (120198) 2004 DT42           | 2004 DT42            | 20 лютого 2004    | Обсерваторія Галеакала           | NEAT                                             |
| (120199) 2004 DN43           | 2004 DN43            | 23 лютого 2004    | Сокорро (Нью-Мексико)            | LINEAR                                           |
| (120200) 2004 DE60           | 2004 DE60            | 26 лютого 2004    | Сокорро (Нью-Мексико)            | LINEAR                                           |